# Петро Соловка
Петро (Пітер) Соловка (англ. Peter Solowka, народився наприкінці 1959 в Олдемі) — британський музикант українського та югославського походження. Розпочав діяльність як музикант з 1985 року, спочатку як гітарист у інді-групі The Wedding Present (Весільний подарунок) від її заснування до 1991 року, а потім в україномовному гурті The Ukrainians досі.
Wedding Present був створений, коли Пітер приєднався до старого шкільного друга Девіда Геджа, Кіта Грегорі та Шона Чармана. За участі Петра Соловки гурт випустив декілька EP та синглів, серед яких три успішні альбоми:
- George Best (1987)
- Bizarro (1989)
- Seamonsters (1991)

Група виступала на великих фестивалях і з’являлася в національних та інді-чартах, а також у телешоу. У цей час Пітер зацікавився своїм етнічним корінням і працював із гуртом над створенням альбому української музики, якому допомагали Роман Ремейнс і Лен Ліггінс. Альбом вперше прозвучав у трьох сесіях Джона Піла. Пізніше він був випущений RCA records.
- Українські Виступи в Івана Піла (1989)

Альбом досяг 22 місця в національних альбомних чартах Великобританії – рекорд для східноєвропейських мовних записів у Великобританії. Після його успіху студія RCA запросила Wedding Present записати ще один український альбом. Упродовж 1990 року група працювала над двома альбомами (Seamonsters та новим українським альбомом), що викликало напруження між окремими учасниками. Обидва альбоми були закінчені на початку 1991 року, після чого Петро Соловка вирішив зосередитись на українській музиці.
Альбом, записаний The Wedding Present для студії RCA, вийшов як перший альбом The Ukrainians з одноіменою назвою:
- The Ukrainians (1991)

Після виходу з Wedding Present Пітер створив гурт The Ukrainians з Романом Ремейнесом, Леном Ліггінсом і Степаном Пасічником. The Ukrainians стали відомими як основоположник українського фолк-року і випустили десять альбомів з 1991 року. Група дала понад 1000 концертів у 20 країнах, у тому числі на багатьох великих міжнародних фестивалях світової музики.
- The Ukrainians (1991)
- Pisni iz The Smiths (EP) (1992) (чотири пісні The Smiths).
- Vorony (1993)
- Live in Germany (1993)
- Kultura (1994)
- Drink to my Horse! The Ukrainians Live (2001)
- Anarchy In The UK (EP) (2002) (чотири пісні Sex Pistols перекладені на українську мову).
- Respublika (2002)
- Istoriya: The Best of the Ukrainians (2004)
- Live in Czeremcha (2008)
- Diaspora (2009)
- 20 Years (Best of) (2011)
- A History of Rock Music in Ukrainian (2015)